# Ghisalba
Ghisalba là một đô thị ở tỉnh Bergamo trong vùng Lombardia của nước Ý, có vị trí cách khoảng 50 km về phía đông bắc của Milano và khoảng 13 km về phía đông nam của Bergamo. Tại thời điểm ngày 31 tháng 12 năm 2004, đô thị này có dân số 5.026 người và diện tích là 10,2 km².
Ghisalba giáp các đô thị: Calcinate, Cavernago, Cologno al Serio, Martinengo, Mornico al Serio, Urgnano.